# Sztandar Braniewa
Sztandar Braniewa – oficjalny symbol Braniewa, sztandar został nadany po raz pierwszy w historii miasta w dniu 3 maja 2025 roku.

## Historia

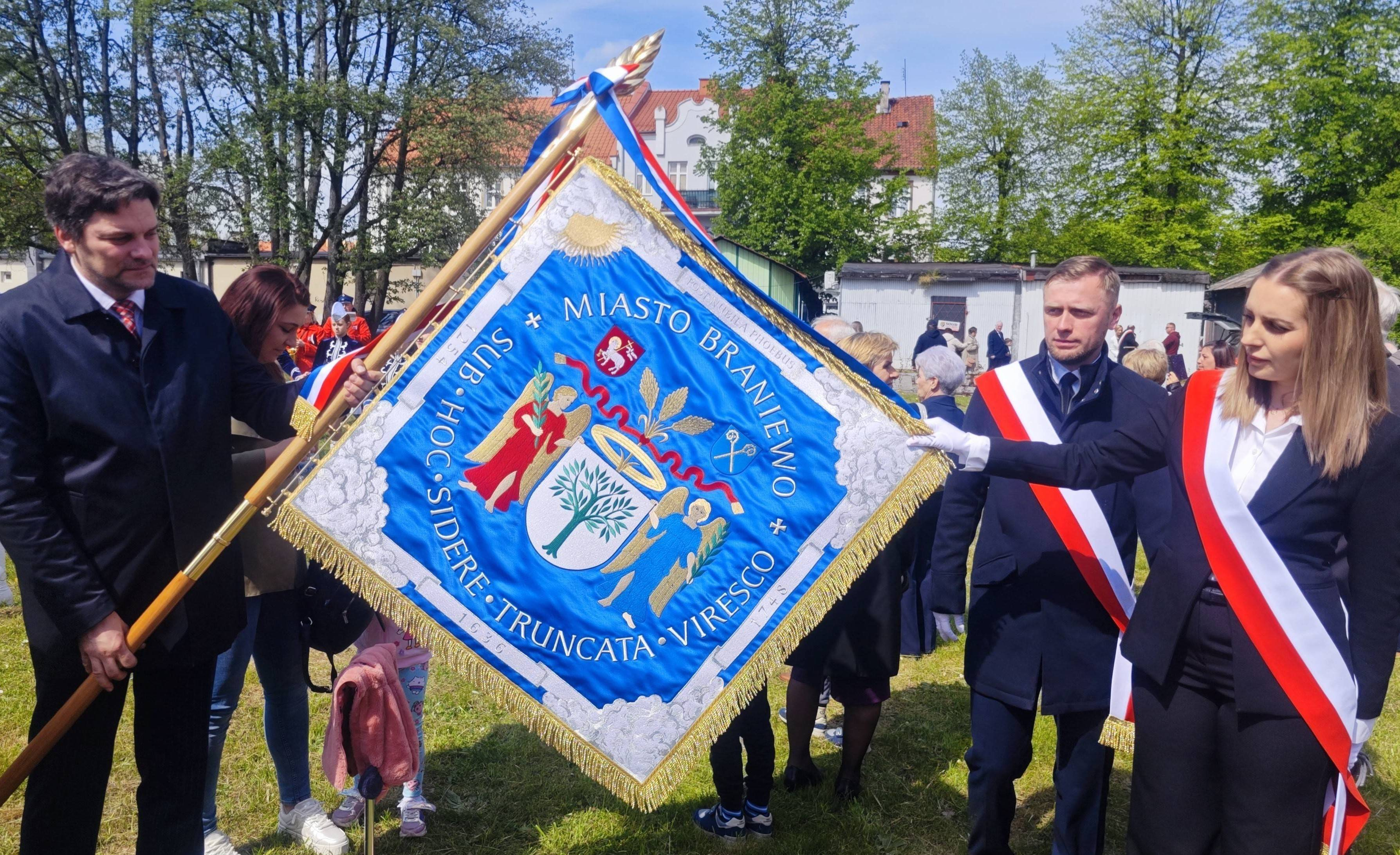
Sztandar Braniewa, 3 maja 2025

Możliwość nadania sztandaru dla miasta Braniewa została wprowadzona Uchwałą Nr III/16/24 Rady Miejskiej w Braniewie z dnia 19 czerwca 2024 r. w sprawie ustanowienia herbu, flagi oraz pieczęci Miasta Braniewa oraz zasad ich używania. Następnie Uchwałą Nr XI/96/25 Rady Miejskiej w Braniewie z dnia 16 kwietnia 2025 r. w sprawie ustanowienia sztandaru Miasta Braniewa oraz określenia zasad jego używania ustanowiony został po raz pierwszy w historii miasta sztandar Braniewa.

## Opis sztandaru
Płótno sztandaru miasta Braniewa ma wymiary 100 cm x 100 cm, jest obszyte z trzech stron złotą frędzlą, czwartą stroną przytwierdzone za pomocą koluszków umocowanych do szpili do drzewca o długości 200 cm, wykonanego z drewna toczonego. Dwie strony sztandaru określone zostały jako płat strony samorządowej i płat strony państwowej.

### Płat strony samorządowej
Strona jest koloru niebieskiego, z przedstawieniem w centralnej części herbu Braniewa. Nad tym herbem zostały umieszczone dwa miniaturowe herby: biskupstwa warmińskiego od strony drzewca, a po drugiej stronie historyczny herb Nowego Miasta Braniewa. Całość przedstawienia zamknięta jest koliście tekstem pisanym majuskułą. Nad herbem umieszczony jest napis „MIASTO BRANIEWO”, po herbem umieszczono dewizę heraldyczną Braniewa „SUB HOC SIDERE TRUNCATA VIRESCO” (łac. pod tym znakiem nawet ścięte zielenią się). Oba napisy oddzielają heraldyczne krzyże kawalerskie, dodatkowo każde słowo sentencji oddziela kropka. Napisy są w kolorze srebrnym. W czterech rogach sztandaru znajdują się srebrne obłoki, zza jednego z nich wychodzi złote słońce. Obłoki połączone są wstęgą biegnącą wzdłuż krawędzi sztandaru. Na górnej wstędze znajduje się pisany również majuskułą napis „POST NUBILA PHOEBUS” (łac. po burzy słońce), na pozostałych wstęgach umieszczono daty: 1284 – rok wystawienia (drugiego) aktu lokacyjnego Braniewa, 1636 – rok nadania herbu dla Braniewa przez króla Władysława IV i 1748 – rok nadania nowego herbu dla miasta przez króla Augusta III Sasa.

### Płat strony państwowej
Płat strony państwowej sztandaru jest koloru czerwonego. Na płacie umieszczone jest godło Rzeczypospolitej Polskiej, otoczone złotym wieńcem laurowym.
Głowica sztandaru zakończona jest metalową tuleją z grotem z ułożonych liści laurowych. Do tulei przywiązana jest ponadto trójkolorowa czerwono-biało-niebieska szarfa. Kolory te występują na fladze miasta Braniewa. Szarfa jest zakończoną złotą frędzlą.